# Daniel Zeichner
Daniel Stephen Zeichner (né le 9 novembre 1956) est un homme politique britannique qui est député pour Cambridge depuis 2015. Il est ministre d’État au département de l'Environnement et des Affaires rurales dans le gouvernement Starmer depuis le 8 juillet 2024.

## Jeunesse
Daniel Zeichner est né à Beckenham en 1956. Son père est un réfugié politique autrichien dont la famille a fui Vienne en 1938 et sa mère est la descendante de travailleurs agricoles du Cambridgeshire. Adolescent, Zeichner est un coureur de demi-fond. Il fréquente la Trinity School de John Whitgift, un ancien lycée devenu école indépendante.
En 1976, Zeichner s'inscrit à l'Université de Cambridge pour étudier l'histoire au King's College. Il rejoint le Parti travailliste en 1979.
Le premier emploi de Zeichner après l'obtention de son diplôme est comme programmeur informatique stagiaire, travaillant pour le Conseil du comté de Cambridgeshire au bureau d'enregistrement à côté de Shire Hall sur Castle Hill, Cambridge. Il travaille ensuite dans l'informatique pour un certain nombre d'entreprises, notamment Norwich Union à Norfolk, Philips à East Chesterton et Perkins Engines à Peterborough.
En 1992, Zeichner est embauché par le député de Norwich Sud John Garrett, travaillant comme attaché de presse et assistant parlementaire entre 1992 et 1997,. Il travaille ensuite pour le successeur de Garrett, Charles Clarke, jusqu'en 1999. En 2002, Zeichner commence à travailler pour le syndicat du secteur public UNISON jusqu'à ce qu'il soit élu député de Cambridge en 2015.

## Carrière politique
Zeichner effectue plusieurs mandats au Forum national des politiques du Labour, le principal organe décisionnel du Parti travailliste. Il est élu pour la première fois pour représenter l'Angleterre de l'Est au sein de l'organisme peu de temps après sa création par Tony Blair dans le cadre du processus «Partnership in Power».
Il est élu conseiller à Burston, Norfolk, en 1995, où il reste jusqu'en 2003. Pendant ce temps, Zeichner devient le chef du groupe travailliste du South Norfolk District Council.
Zeichner se présente quatre fois sans succès pour le Parlement. Il se présente à Mid Norfolk en 1997, perdant par moins de 1 400 voix. En 2001 et 2005, il est battu par des marges plus importantes. En 2006, il est choisi comme candidat du parti travailliste pour la circonscription de Cambridge, qui a été perdue au profit des libéraux démocrates lors de l'élection de l'année précédente. Aux élections générales de 2010, Zeichner termine à la troisième place, avec 24% des voix.
Il se présente à Cambridge cinq ans plus tard et gagne plus de 11%, battant le député de Lib Dem Julian Huppert (en) par 599 voix. Zeichner est nommé ministre fantôme des transports (chargé des bus, des vélos et de la marche) le 18 septembre 2015. Lors des Élections générales britanniques de 2017, Zeichner conserve son siège avec une majorité considérablement accrue, toujours contre Julian Huppert, de 12 661 voix.
Aux élections générales de 2019 il conserve son siège, avec une majorité de 9639 voix contre le candidat Lib-Dem Rod Cantrill.
En janvier 2020, Zeichner est nommé ministre de l'Agriculture de l'ombre dans l'équipe du Département de l'ombre pour l'environnement, l'alimentation et les affaires rurales (DEFRA),. Il succède à l'ancien député de Stroud David Drew, ancien ministre de l'Agriculture de l'ombre et des Affaires rurales, qui perd son siège lors de l'élection générale de 2019.
Zeichner reste en poste après le remaniement de Keir Starmer, le nouveau chef travailliste, mais obtient le dossier de la pêche de Ruth Jones, en tant que ministre de l'alimentation, de l'agriculture et des pêches de l'ombre.

## Positions politiques
Zeichner décrit sa politique comme «socialiste dans un contexte moderne». Il soutient Tony Benn lors de l'élection à la direction adjointe de 1981 . Lors de l'élection à la direction travailliste de 2010, Zeichner soutient Ed Miliband. Lors de l'élection à la direction travailliste de 2015, il soutient Yvette Cooper et Owen Smith lors de l'élection à la direction du Parti travailliste de septembre 2016 et lors de l'élection à la direction de 2020, Keir Starmer. Zeichner s'oppose au renouvellement du programme Trident.
En juin 2017, Zeichner démissionne de son poste de ministre fantôme des Transports afin de voter en faveur d'un amendement au discours de la reine de 2017 soutenant l'adhésion du Royaume-Uni au marché unique, au mépris des consignes du parti. L'amendement, qui est rejeté par 322 voix contre 101, est déposé par l'ancien ministre du cabinet fantôme Chuka Umunna.
Zeichner est membre exécutif de SERA - Labour's Environment Campaign et président du groupe parlementaire multipartite pour les générations futures. Il est un partisan de la représentation proportionnelle et un partisan de la campagne travailliste pour la réforme électorale.

## Vie privée
Zeichner rencontre Barbara "Budge" Ziolkowska, sa partenaire, alors qu'il est étudiant au King's College, Cambridge, en 1976. Ils vivent à Comberton, un village à dix kilomètres au sud-ouest de la ville de Cambridge.